# Bourg-Blanc
 Bourg-Blanc  (en bretón Ar Vourc'h-Wenn) es una población y comuna francesa, situada en la región de Bretaña, departamento de Finisterre, en el distrito de Brest y cantón de Plabennec.

## Demografía
| 1682 | 1784 | 2290 | 2659 | 2971 | 3077 |
| Para los censos de 1962 a 1999 la población legal corresponde a la población sin duplicidades (Fuente: INSEE [Consultar]) |      |      |      |      |      |